# Pleasantville (Ohio)
Pleasantville és una població dels Estats Units a l'estat d'Ohio. Segons el cens del 2000 tenia 877 habitants.

## Demografia
Segons el cens del 2000, Pleasantville tenia 877 habitants, 310 habitatges, i 235 famílies. La densitat de població era de 1.209,3 habitants/km².
Dels 310 habitatges en un 39% hi vivien nens de menys de 18 anys, en un 54,2% hi vivien parelles casades, en un 15,8% dones solteres, i en un 23,9% no eren unitats familiars. En el 20,3% dels habitatges hi vivien persones soles el 10,6% de les quals corresponia a persones de 65 anys o més que vivien soles. El nombre mitjà de persones vivint en cada habitatge era de 2,8 i el nombre mitjà de persones que vivien en cada família era de 3,19.
Per edats la població es repartia de la següent manera: un 29,8% tenia menys de 18 anys, un 9% entre 18 i 24, un 26,6% entre 25 i 44, un 20,6% de 45 a 60 i un 14% 65 anys o més.
L'edat mediana era de 34 anys. Per cada 100 dones de 18 o més anys hi havia 93,1 homes.
La renda mediana per habitatge era de 32.150 $ i la renda mediana per família de 34.375 $. Els homes tenien una renda mediana de 26.842 $ mentre que les dones 20.268 $. La renda per capita de la població era de 12.631 $. Aproximadament el 10,8% de les famílies i l'11,3% de la població estaven per davall del llindar de pobresa.

## Poblacions més properes
El següent diagrama mostra les poblacions més properes.